# Mauricio Cabral
Mauricio Cabral Rivero (Trinidad, 5 de noviembre de 2000) es un futbolista boliviano. Juega como defensa en Blooming de la Primera División de Bolivia.

## Trayectoria

### Nacional Potosí
Debutó profesionalmente en Nacional Potosí el 28 de abril de 2019, siendo titular en el empate 1-1 en condición de visitante ante Royal Pari, bajo la dirección técnica del entrenador Alberto Illanes.
Viendo pocos minutos en la Temporada 2021, cerraría su paso por Nacional Potosí y terminando su contrato con el club.

### Guabirá
A inicios de 2022 es contratado por Guabirá.
Concluiría su etapa en el club con veinticuatro partidos jugados en el primer equipo, veintiún correspondientes a la Primera División y cinco en la Copa DivPro 2023.

### Aurora
En febrero de 2024 se anuncia su traspaso a Aurora.
El 8 de febrero, debutaría en copas internacionales en un partido válido por la Copa Libertadores, correspondiente al encuentro de ida contra 
Melgar en el cual Aurora ejercería de local, el cotejo terminaría 1 - 0 y en la vuelta, el 14 de febrero lograrían la clasificación a la Fase 2 con un resultado global 2-1 en la cuál serían eliminados por el Botafogo.
En el campeonato local se afianzó como uno de los titulares del plantel, sumando veintidós apariciones.

### Blooming
El 5 de enero de 2025 fue anunciado como fichaje de Blooming de la Primera División.
El 13 de febrero, debutó con la academia por Copa Libertadores en la derrota 1-2 contra El Nacional.

## Clubes
| Club            | País    | Año           |
| --------------- | ------- | ------------- |
| Nacional Potosí | Bolivia | 2019-2021     |
| Guabirá         | Bolivia | 2022-2023     |
| Aurora          | Bolivia | 2024          |
| Blooming        | Bolivia | 2025-presente |